# ردول، بدفوردشر
ردول (به انگلیسی: Radwell) یک آبادی در بریتانیا است که در فلمرشم واقع شده‌است.